# Luís Filipe I, Duque de Orleães
Luís Filipe I de Orleães, (em francês:  Louis-Philippe d'Orléans; Versalhes, 12 de maio de 1725 — Seine-et-Marne, 18 de novembro de 1785),  conhecido como "o grande" Duque de Chartres (1725-1752) e o Duque de Orleães (1752), Valois, Nemours e Montpensier (1752-1785), primeiro príncipe de sangue, nasceu em Versalhes em 12 de maio de 1725 e morreu no castelo de Sainte-Assise em Seine-Port em 18 de novembro de 1785.
Ele é filho de Luís, Duque de Orleães, conhecido como "o Piedoso" (1703-1752) e Augusta de Baden-Baden (1704-1726). Quando ele nasceu, ele recebeu o título de Duque de Chartres. Quando seu pai morreu em 1752, tornou-se Duque de Orleães, Valois, Nemours e Montpensie.
Ele participa das campanhas militares de 1742, 1743 e 1744. Ele é nomeado governador do Delfinado com a morte de seu pai. Ele se destacou nas guerras da Flandres e da Alemanha.

## Biografia

Luís Filipe em 1737, por Nicolas Delobel.

Em tenra idade, ele tinha uma paixão compartilhada por uma das filhas de Luís XV, Henriqueta de França, conhecida como "Madame" como a filha mais velha do rei solteiro, e queria se casar com ele, mas o cardeal Fleury acredita que esse projeto de casamento é a fonte possível de todo tipo de complicação diplomática séria. De fato, Luís XV teve apenas um filho. Em caso de desaparecimento dele, o trono da França seria reivindicada tanto pelo duque de Orleães e o rei espanhol, Filipe V, que considerou nulo renuncia a seus direitos que a Inglaterra tinha-lhe extorquido do Tratado de Utrecht 1713. Casar uma filha do rei com o filho do duque de Orleães teria sido, nessa possível briga, dar importância a este último, que não deixaria de indispor a Espanha, que o cardeal estava buscando pelo contrário, de sobra. Em 1740, o rei, não sem arrependimento, sacrificou a felicidade de sua filha no altar da razão de Estado e recusou o duque de Chartres na mão de sua filha. A princesa, uma menina doce de grande moral, submeteu, mas renunciou ao casamento. Ela morreu de varíola em 1752, aos 24 anos.
O duque de Orleães então pensou em seu filho como filha do eleitor Carlos Alberto da Baviera. Sempre ansiosos para não criar um ramo muito jovem, Luís XV e Fleury concederam um apoio oficial, mas não muito eficaz, ao príncipe. O eleitor era seu aliado e fingia ser o Império. Apoiado pelos exércitos franceses, ele foi efetivamente eleito imperador sob o nome de Carlos VII em 1742, mas perdeu seus estados. Ele arrastou o caso e morreu em 1745 sem que fosse concluído.

## Casamento
Enquanto isso, Luís Filipe se casou em 17 de dezembro de 1743 com uma prima distante, Luísa Henriqueta de Bourbon (1726-1759), uma escolha verdadeiramente desesperada que não aumentou o prestígio da Casa de Orleães e que, pelo contrário, trouxe ainda mais sangue dos bastardos de Luís XIV. O duque de Orleães achou que pelo menos a menina, criada em um convento, seria um modelo de virtudes cristãs. Pelo contrário, acabou sendo um modelo de licenciosidade e sua má conduta provocou um escândalo permanente. Três filhos legítimos, dois dos quais sobreviveram, nasceram de uma união incompatível.

## Descendência
- Uma filha (12 ou 13 de julho de 1745 – 14 de dezembro de 1745);
- Luís Filipe II, Duque de Orleães (13 de abril de 1747 – 6 de novembro de 1793), Duque de Orleães, pai do rei Luís Filipe I;
- Batilde de Orleães (9 de julho de 1750 – 10 de janeiro de 1822), "Mademoiselle", esposa de Luís VI, Príncipe de Condé.

Seu filho, Luís Filipe II não hesitou em declarar publicamente durante a Revolução que ele não era filho dele "Le Gros", mas o de um cocheiro no Palácio Real, que era seu pai, além disso, provável se julgarmos pela impressionante semelhança entre pai e filho. Além disso, Luís, Duque de Orleães, seu avô não acreditava na legitimidade de seus netos.
Para consolo, Luís Filipe, entretanto, começou a viver com a Madame de Villemomble, que lhe deu cinco filhos ilegítimos que foram criados com cuidado pela família Orleães:
- Luís Estêvão (21 de janeiro de 1759 - 24 de julho de 1825), conde-abade de Saint-Phar;
- Luís Filipe (7 de julho de 1761 - 13 de junho de 1829), conde-abade de Saint-Albin;
- Maria Estefânia (7 de julho de 1761 - ?), casou-se em 1778 com um oficial dragão de um regimento do duque de Orleães, François-Constantin de Brossard.

Luísa Henriqueta morreu prematuramente de tuberculose em 1759.

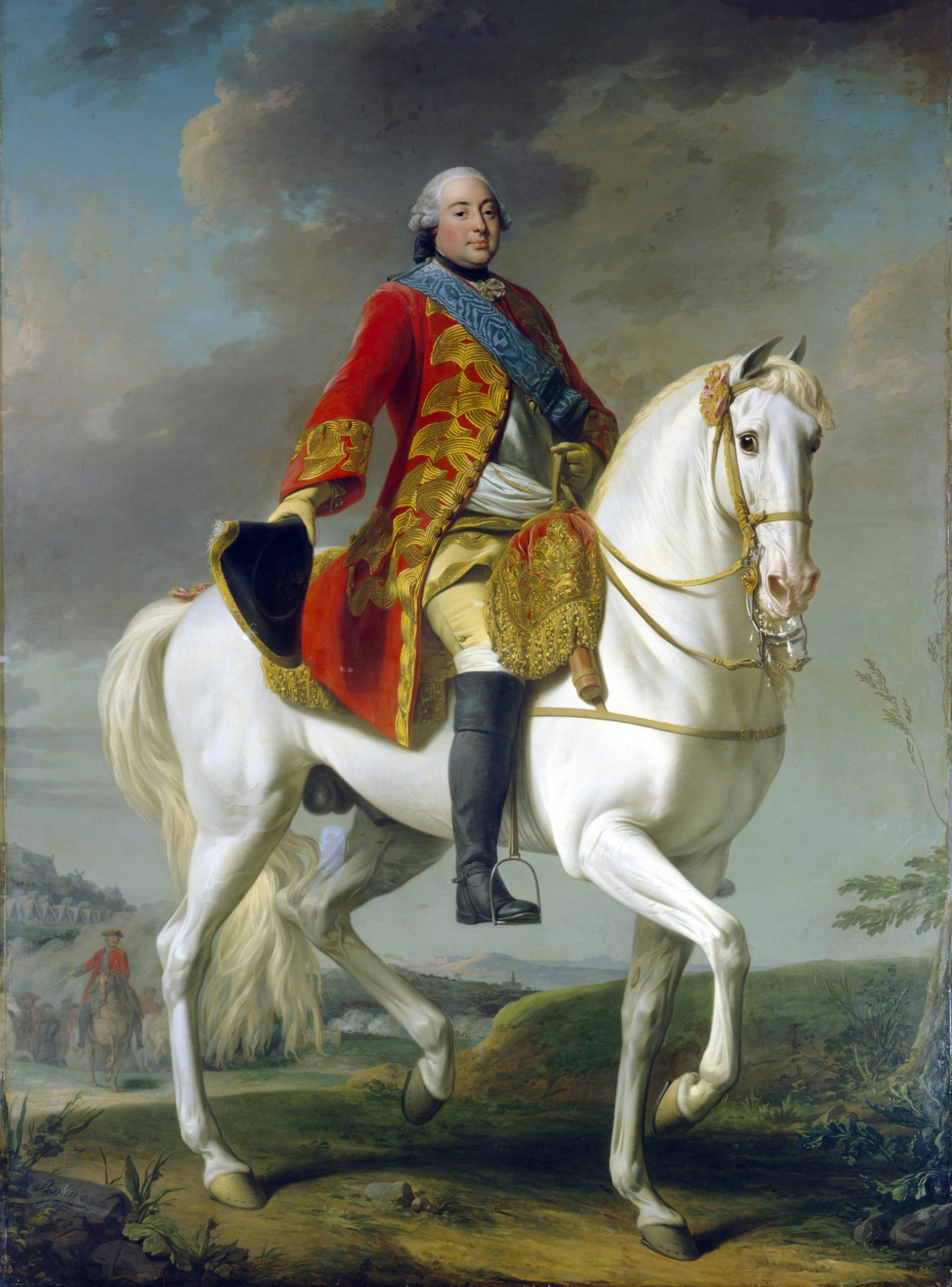
Retrato equestre de Luís Filipe, por Alexander Roslin, 1757.

Luís Filipe, então, assumiu o cargo de amante do título, Charlotte Béraud de La Haye de Riou (1738-1806), viúva do marquês de Montesson, que o chamou de "Gros-Père". 
Durante anos, ele tentou obter de Luís XV permissão para casar com ele; o rei consentiu em 1772 e com a condição de que o casamento deve ser apenas morganática com a Madame de Montesson não se tornou duquesa de Orleães, que foi que depois de não conseguir fazer a Marquesa de Montesson, duquesa de Orleães, o duque de Orleães havia se tornado marquês de Montesson. Após o casamento, realizado em 1773, o duque de Orleães e sua nova esposa tiveram que deixar o Palácio Real e Saint-Cloud a situação deles é agora incompatível com as obrigações do rótulo. Eles moravam discretamente entre a casa que o duque possuía em Bagnolet e o castelo de Sainte-Assise, um presente de casamento oferecido a Madame de Montesson, localizada em Seine-Port (atualmente departamento de Sena e Marne), ao longo do Sena e onde, apesar de vários anos de intrigas, ela nunca teve a honra de uma visita real.
Ele passou seus últimos anos em sua casa em Bagnolet, protegendo estudiosos e homens de letras, e muitas vezes atuando como comédia. Este príncipe iluminado favoreceu descobertas. Um homem bom, ele distribuiu grandes somas aos necessitados. "O duque de Orleães", disse o barão de Besenval, "muitas vezes revoltava seus amigos pela fraqueza de seu caráter e pela pouca nobreza que às vezes colocava em sua conduta; mas ele os uniu a ele pela extrema bondade que era a substância de seu caráter e pelos serviços que prestou, tanto quanto sua timidez lhe permitia."
Em 1769, ele aumentou a propriedade da família Orleães comprando o Château du Raincy dos herdeiros do Marquês de Livry. Mas em 1784, ele teve que consentir em ceder ao rei o castelo de Saint-Cloud, cobiçado por Maria Antonieta.